# Жермэн, Филипп
Филипп Жермэн — французский политик, который занимал пост председателя правительства Новой Каледонии с 2015 по 2019 год. Он был избран на пост президента 1 апреля 2015 года и получил пятилетний мандат.

## Президентство
Перед избранием Жермэна 1 апреля 2015 года президентское кресло Новой Каледонии было официально вакантным более 100 дней, хотя Синтия Лигер оставалась «смотрителем», пытаясь обеспечить избрание следующего председателя на пятилетний срок. Попытки избрать президента и вице-президента, которые должны представлять лагеря противников и сторонников независимости Новой Каледонии в соответствии с Нумейским соглашением, не увенчались успехом, пока три министра из меньшинства, выступающего за независимость, не согласились поддержать Жермэна. Лигер обвинила Жермэна в «предательстве», а французское правительство в том, что оно спланировало её поражение. Пятнадцать членов Конгресса и три министра правительства бойкотировали первое политическое обращение Жермэна на посту президента, во время которого он говорил в течение двух часов и говорил о способности Новой Каледонии управлять собой, если избиратели выберут независимость на предстоящем референдуме.
Через несколько недель после вступления в должность Жермэн уволил помощников Лигер и двух других министров правительства, хотя они были быстро восстановлены в судебном порядке. Жермэн и Лигер также поссорились из-за решения первого в апреле 2015 года списать 26 миллионов долларов долга горнодобывающей компании SMSP, принадлежащей канакам, когда Лигер отрицала, что её правительство ранее соглашалось на уступку, как утверждал Жермэн.